# Bleket
Bleket är en tätort i Tjörns kommun i Västra Götalands län. Bleket är förbundet via en bro med Klädesholmen. Vid avgränsningen 2020 klassades bebyggelsen i Klädesholmen som sammanvuxen med denna bebyggelse  som då av SCB namnsattes till Bleket och Klädesholmen

## Historia
Bleket är beläget i Stenkyrka socken och Rönnängs socken och ingick efter kommunreformen 1862 i Stenkyrka landskommun. I denna inrättades för orten 18 mars 1910 Blekets municipalsamhälle som efter bildandet 1918 av Rönnängs landskommun även ingick i denna. 1952  bildades Tjörns landskommun där orten därefter ingick och municipalsamhället fanns kvar i till 31 december 1959. Från 1971 ingår orten i Tjörns kommun.

### Befolkningsutveckling
| Befolkningsutvecklingen i Bleket/Bleket och Klädesholmen 1960–2020 | Befolkningsutvecklingen i Bleket/Bleket och Klädesholmen 1960–2020 | Befolkningsutvecklingen i Bleket/Bleket och Klädesholmen 1960–2020 | Befolkningsutvecklingen i Bleket/Bleket och Klädesholmen 1960–2020 | Befolkningsutvecklingen i Bleket/Bleket och Klädesholmen 1960–2020 |
| ------------------------------------------------------------------ | ------------------------------------------------------------------ | ------------------------------------------------------------------ | ------------------------------------------------------------------ | ------------------------------------------------------------------ |
|                                                                    |                                                                    |                                                                    |                                                                    |                                                                    |
| År                                                                 |                                                                    |                                                                    | Folkmängd                                                          | Areal (ha)                                                         |
| 1960                                                               | 1960                                                               |                                                                    | 277                                                                |                                                                    |
| 1965                                                               | 1965                                                               |                                                                    | 303                                                                |                                                                    |
| 1970                                                               | 1970                                                               |                                                                    | 282                                                                |                                                                    |
| 1975                                                               | 1975                                                               |                                                                    | 270                                                                |                                                                    |
| 1980                                                               | 1980                                                               |                                                                    | 249                                                                |                                                                    |
| 1990                                                               | 1990                                                               |                                                                    | 240                                                                | 40                                                                 |
| 1995                                                               | 1995                                                               |                                                                    | 236                                                                | 41                                                                 |
| 2000                                                               | 2000                                                               |                                                                    | 243                                                                | 41                                                                 |
| 2005                                                               | 2005                                                               |                                                                    | 236                                                                | 41                                                                 |
| 2010                                                               | 2010                                                               |                                                                    | 240                                                                | 41                                                                 |
| 2015                                                               | 2015                                                               |                                                                    | 406                                                                | 116                                                                |
| 2020                                                               | 2020                                                               |                                                                    | 798                                                                | 147                                                                |
| Anm.: sammanvuxen med Aröd 2015, sammanvuxen med Klädesholmen 2020 |                                                                    |                                                                    |                                                                    |                                                                    |